# Station Czarny Blok
Station Czarny Blok is een spoorwegstation in de Poolse gemeente Wasilków.